# Aulo Spurinna
Aulo Spurinna (in etrusco Avle; fl. IV secolo a.C.) era un personaggio etrusco di Tarquinia vissuto probabilmente verso la fine del IV secolo a.C..
Apparteneva alla famiglia Spurinna.

## Biografia
Aulo era nipote di Velthur il Grande, che aveva comandato due eserciti contro Siracusa e fratello di Velia Spurinna. Tutte queste informazioni sono reperibili dalle iscrizioni della Tomba dell'Orco.
Si dice che Aule fosse l'eroe di Tarquinia che combatté contro Roma e ne uscì vittorioso. 
Nel foro di Tarquinia sono stati rinvenuti frammenti di marmo con epigrafi che sembrano attestare che "Aulo Spurinna fu tre volte pretore, espulse il re di Caere - combatté vittoriosamente contro gli Etruschi di Arezzo - tolse nove città ai Latini ".
Il testo originale in etrusco dall'epigrafe di Tarquinia:
AUL[U]S S[PU]RINNA VE[LTH]UR[IS - F] / PR III ORGOLN[IU]M VELTURNE[…]ENSI[…] / CAERITUM REGEM IMPERIO EXPU[LIT (?) …]XI[…] / [A]RRETIUM BELLO SEVILI V[?] / [LA]TINIS - NOVEM - OP[PIDA …] / CEP[IT  (?) …] / FALIS[C …]
Traduzione:
Aulo Spurinna figlio di Velthur fu Pretore per tre volte. Tra le imprese compiute scacciò da Caere il re, combatté vittoriosamente contro Arezzo e occupò nove fortezze dei Latini [...]..